# مايك جمينسكي
مايك جمينسكي (بالإنجليزية: Mike Gminski)‏ مواليد 3 أغسطس 1959 في مونروي، هو لاعب كرة سلة أمريكي سابق. بدأ مسيرته الاحترافية في سنة 1980. تم اختياره من قبل فريق بروكلين نتس خلال الدرافت. يبلغ طوله 6 قدم 11 بوصة (2.1 م). اعتزل اللعب في 1994. أحرز خلال مسيرته في الإن بي إيه 10953 نقطة بمعدل 11.7 نقطة في المباراة الواحدة.

## المسيرة الاحترافية
لعب مع بروكلين نتس من سنة 1980 إلى 1988، ثم لعب مع فيلادلفيا سفنتي سيكسرز من سنة 1987 إلى 1991، ثم لعب مع شارلوت هورنتس من سنة 1990 إلى 1994، ثم لعب مع ميلووكي باكز في سنة 1994.

## روابط خارجية
- مايك جمينسكي على موقع إن بي أي (الإنجليزية)
- مايك جمينسكي على موقع سبورتس رفرنس (الإنجليزية)
- مايك جمينسكي على موقع كلية كرة السلة في سبورتس رفرنس.كوم (الإنجليزية)
- مايك جمينسكي على موقع ريلجم (الإنجليزية)
- مايك جمينسكي على موقع بروبوليرز (الإنجليزية)
- مايك جمينسكي على موقع قاعة كارولاينا الشمالية للمشاهير الرياضية (الإنجليزية)